# Tidore (stato)
Il sultanato di Tidore (in lingua indonesiana: Kesultanan Tidore o talvolta Kerajaan Tidore, "regno di Tidore"), fu uno stato principesco esistito nell'attuale Indonesia dal 1450 sino al 1967.
Il sultanato era incentrato sull'isola di Tidore (attuale provincia delle Molucche settentrionali). Lo stato era noto anche come regno di Duko ed il sovrano locale era noto anche col nome di Kië ma-kolano (sovrano della montagna). Tidore fu storicamente rivale del sultanato di Ternate per il controllo del commercio delle spezie nell'area ed ebbe un importante ruolo nella civilizzazione dell'Indonesia arcipelagica e della Nuova Guinea.

## Territorio
Assieme al vicino sultanato di Ternate, Tidore occupava gran parte del territorio compreso tra il Sulawesi e la Papua Occidentale. Il primo sultano di Tidore, Ciri Leliatu, invase l'isola papuana di Gebe sul finire del XV secolo ed ottenne così accesso alle isole Raja Ampat ed alla Nuova Guinea. Alcune fonti datano l'influenza di Tidore al figlio al-Mansur, che creò dei legami coi villaggi papuani locali con l'ausilio dei capi villaggio in loco. Ad ogni modo, le varie dipendenze papuane del sultanato vennero documentate solo a partire dal XVII secolo. Tidore assunse in seguito il controllo di parti di Halmahera e delle isole vicine, in particolar modo dell'area di Gamrange a sudest (Maba, Weda e Patani). Tidore controllava all'epoca anche la parte orientale dell'isola di Ceram e vantava pretese anche sulle isole di Buru e Aru.

## Storia

### Origini

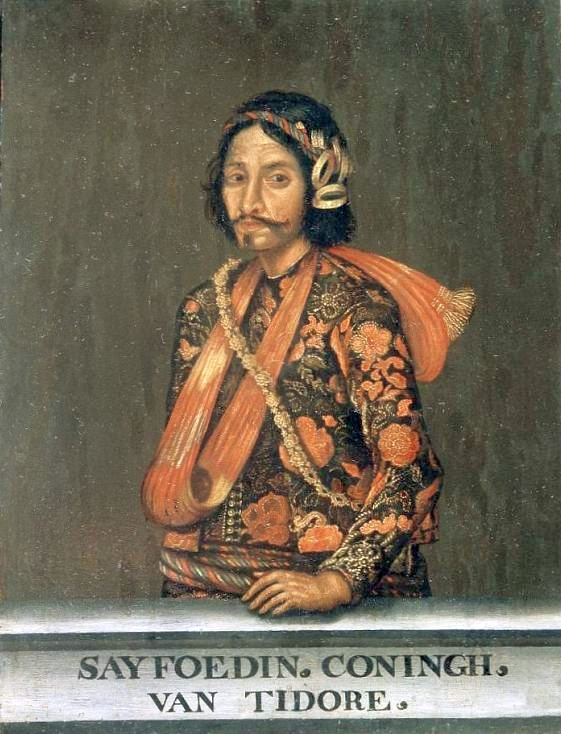
Ritratto del sultano Saifuddin di Tidore, Museo Czartoryski, Cracovia, Polonia.

Secondo una tradizione storica tarda, i quattro regni delle Molucche settentrionali, Ternate, Tidore, Bacan e Jailolo, avevano tutti origini comuni. Dopo l'introduzione dell'islam nel regno, divenne nota la storia secondo la quale l'antenato comune di tutte queste casate era l'arabo Jafar Sadik il quale, dopo aver sposato una ninfa (bidadari), divenne padre di quattro figli, dei quali Sahjati divenne il primo kolano (sovrano) di Tidore. I primi otto kolanos sono reputati proto-storici dal momento che non vi sono fonti a loro contemporanee che parlano dei loro regni. I primi documenti per Tidore risalgono all'inizio del XVI secolo. Il nono, Ciri Leliatu, fu il primo a convertirsi all'islam per merito dell'arabo Syekh Mansur, e chiamò il proprio primogenito Syekh in onore del predicatore. Secondo fonti europee, l'islam venne accettato dalle classi aristocratiche delle Molucche settentrionali tra gli anni '60 e '70 del Quattrocento. Il figlio di Ciri Leliatu, il sultano al-Mansur era al potere quando i primi coloni portoghesi giunsero nelle Molucche nel 1512, incontrando ciò che resta della spedizione di Magellano nel 1521-22.
Da quel momento in poi, il sultanato visse una non facile ed ambigua relazione col vicino stato di Ternate. Per quanto le due nazioni si trovarono spesso in guerra nel corso della loro storia, le due famiglie si imparentarono di frequente.

### L'alleanza con la Spagna
Tidore stabilì un'alleanza con gli spagnoli nel corso del XVI secolo, a partire dal contatto con la spedizione di Magellano del 1521-22. L'intento era quello di contrastare il crescente potere di Ternate, la quale si era alleata coi portoghesi dal 1512. All'inizio, quest'alleanza fu solo sporadica per le rare visite degli spagnoli nel sultanato e come conseguenza Tidore subì una serie di sconfitte militari nel 1524, nel 1526, nel 1529, nel 1536 e nel 1560. Ad ogni modo, il sultano ternatese Babullah ruppe l'alleanza coi portoghesi nel 1570 ed espanse il proprio territorio in ogni direzione. Sentendosi minacciati i tidoresi, guidati da Gapi Baguna, alleati coi portoghesi, permisero a questi di costruire un forte sulla loro isola nel 1578. Dopo l'Unione Iberica tra Spagna e Portogallo nel 1581, la Spagna, che già aveva colonizzato le Filippine, prese l'iniziativa di tenere delle guarnigioni fisse nei forti sull'isola. Con gli spagnoli giunsero sull'isola anche i primi missionari cattolici che tentarono di convertire al cristianesimo alcuni membri dell'aristocrazia locale. Sebbene tidoresi e spagnoli non avessero fiducia reciproca, per Tidore la presenza degli spagnoli risultava necessaria per sopravvivere alle continue incursioni dei loro nemici ternatesi. Sul finire del XVI secolo, ad ogni modo, Tidore perse i territori dell'Halmahera, che rifornivano Tidore di sago, una vitale risorsa di cibo.

### L'arrivo della Compagnia olandese delle Indie orientali

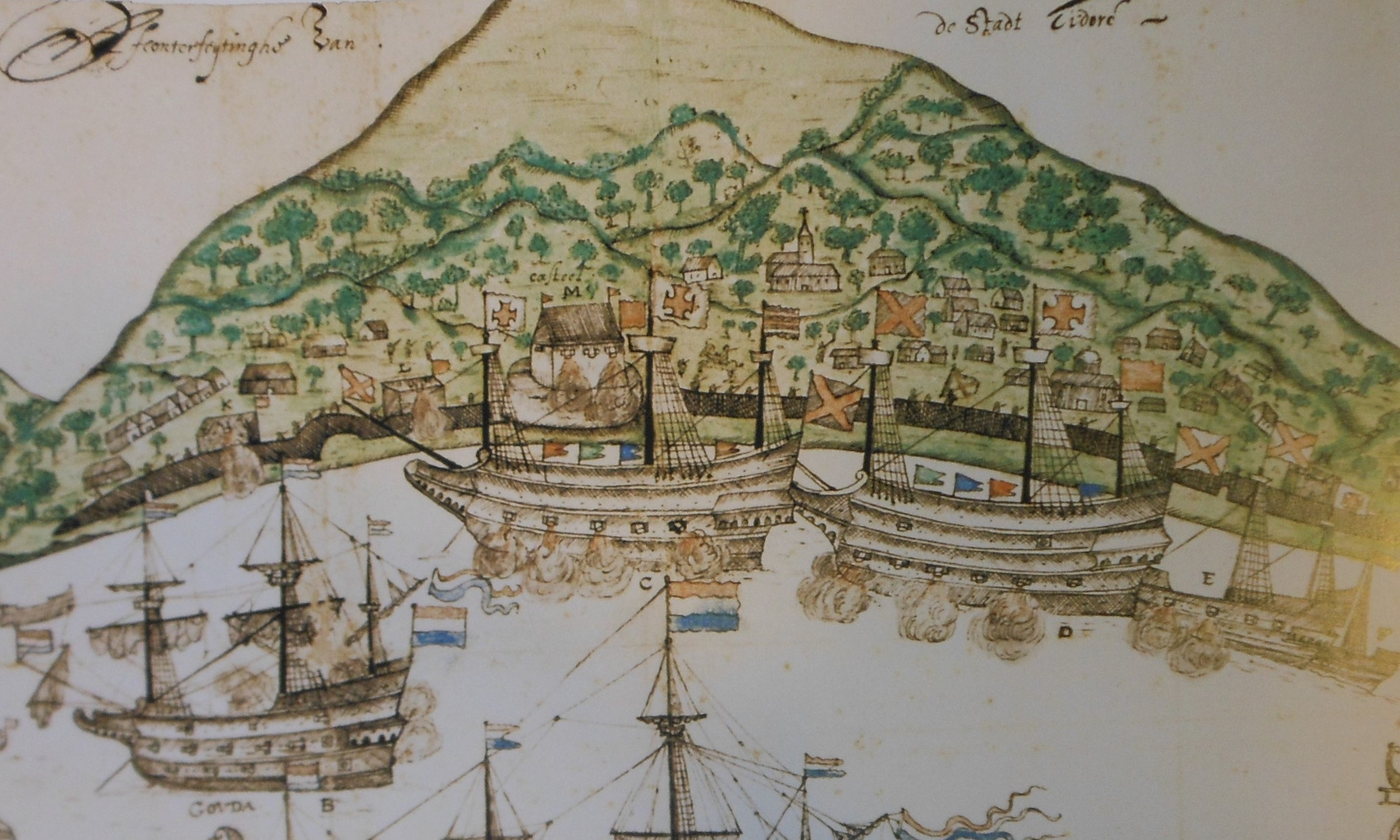
Rappresentazione della città di Tidore, illustrazione olandese del XVII secolo che mostra vascelli olandesi e spagnoli di fronte alla capitale locale. Sono visibili una moschea, una chiesa cattolica ed un piccolo forte.

Gli spagnoli lanciarono un attacco a Ternate dalla loro base nelle Filippine nel 1606. Questo attacco ebbe un grande successo e la potenza di Ternate venne pesantemente piegata, concedendo così a Tidore di acquisire nuovi territori appartenenti ai loro nemici. Questo fatto allertò gli olandesi della Compagnia olandese delle Indie orientali che avevano appena ottenuto l'isola di Ambon da dove avevano intenzione di condurre un lucrativo commercio nel campo delle spezie. La Spagna e la Repubblica delle Sette Province erano già in guerra in Europa, e la loro rivalità ebbe implicazioni in tutti i loro territori nel mondo. Gli olandesi si allearono con il nuovo sultano di Ternate e lanciarono una loro spedizione militare nel 1607. Ternate divenne così particolarmente dipendente dagli olandesi, i quali fecero diverse incursioni a Tidore nel corso degli anni e si assicurò il controllo di alcuni forti costieri. Il sultano Mole Majimu di Tidore tenne dura la sua alleanza con la Spagna, per quanto i principi tidoresi preferirono in molti casi chinare il capo di fronte agli olandesi e questo creò una divisione interna all'aristocrazia locale. Le autorità spagnole iniziarono a vedere il sultano più una figura superflua che un aiuto al potere spagnolo nell'area.
Un soldato relativamente pro-olandese fu Saifuddin, che ascese al trono nel 1657. Questi si accordò con gli olandesi per sradicare tutte le piante per la produzione di chiodi di garofano nel suo regno, concedendo così ai soli olandesi il monopolio di questa spezia nell'area, ricevendone in cambio una compensazione annua. Gli spagnoli nelle Filippine, che avevano bisogno di tutte le risorse disponibili per difendersi dai pirati sino-giapponesi di Koxinga, decisero di ritirarsi da Tidore nel 1662, completando l'operazione nel 1663. Nel XVII secolo Tidore divenne uno dei regno più indipendenti della regione, resistendo al controllo diretto della Compagnia olandese delle Indie orientali. In particolare durante il regno di Saifuddin (1657–1687), il sultano utilizzò le rendite derivate dalle compensazioni annue olandesi per fare dei doni ai capi villaggio delle aree più periferiche del suo regno, assicurandosene così il pieno controllo. Con questa politica seppe guadagnarsi il rispetto di molti locali e di conseguenza beneficiò ben poco della protezione degli olandesi, al contrario di Ternate.

### La ribellione e la penetrazione coloniale

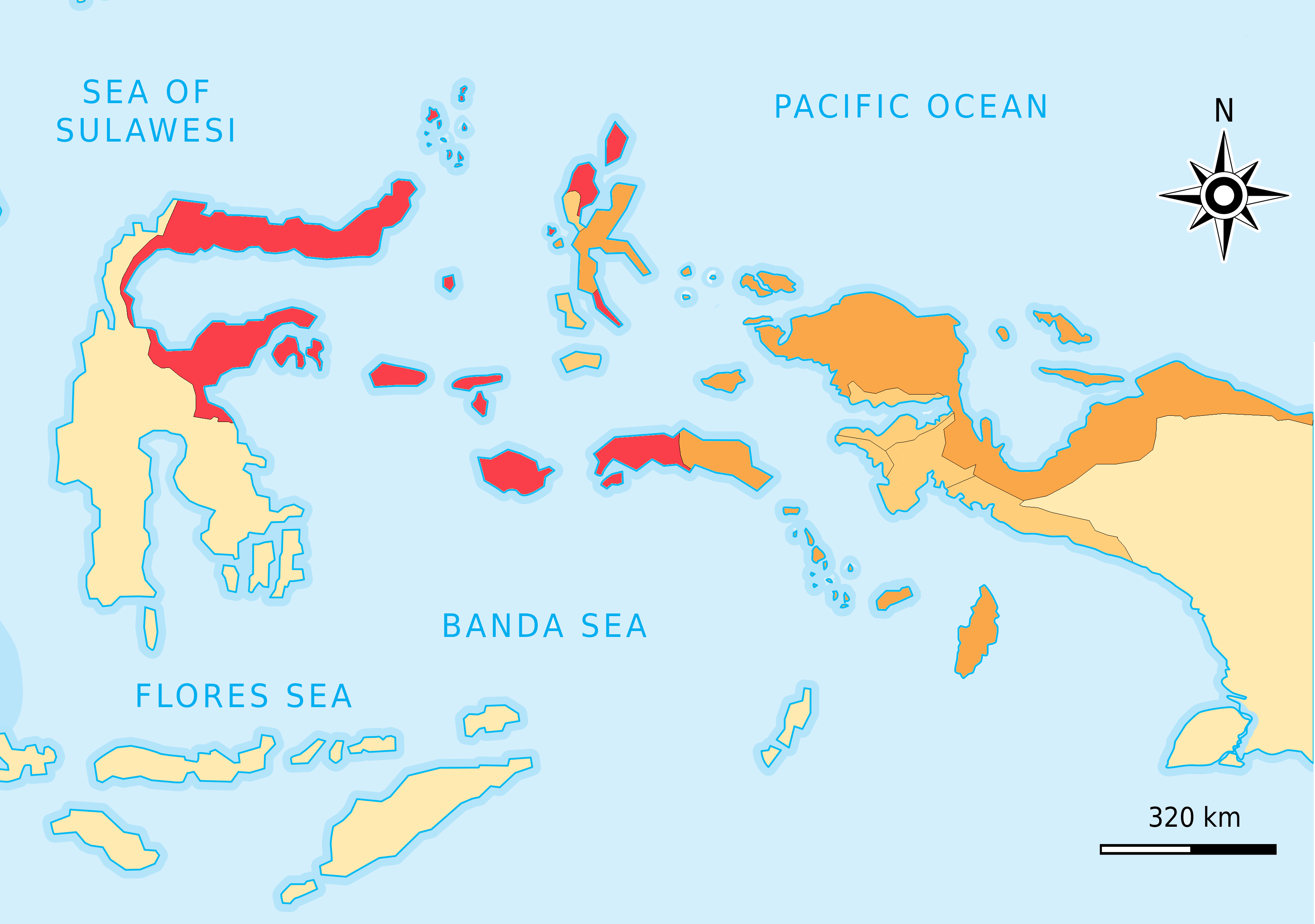
Territori associati a Ternate (in rosso) e Tidore (in arancione), e vassalli di Tidore (arancione chiaro), alla fine dell'epoca del dominio della Compagnia olandese delle Indie orientali.

Tidore rimase un regno indioendente malgrado le frequenti interferenze olandesi, sino alla fine del XVIII secolo. Come Ternate, Tidore permise agli olandesi di gestire il commercio delle spezie nell'area, particolarmente redditizio, ricavandone però delle somme di denaro per compensazione che però risultavano comunque irrisorie rispetto ai guadagni dei coloni. Un trattato nel 1768 costrinse il sultano Jamaluddin a cedere i suoi diritti su Seram orientale (garantiti a Tidore nel 1700) agli olandesi, fatto che creò del risentimento tra l'aristocrazia locale. I malumori causarono l'intervento degli olandesi che deposero Jamaluddin nel 1779 e costrinsero il loro successore Patra Alam a concludere un nuovo contratto che abrogò quello sottoscritto nel 1667. Con questo documento (1780), Tidore passò dallo status di alleato a quello di vassallo degli olandesi, perdendo così la propria indipendenza. Uno dei figli esiliati di Jamaluddin, Nuku, reagì a questo fatto dando inizio a una rivolta nel 1780, cercando il supporto delle aree periferiche del regno di Tidore. La rivolta prese una violenta piega anti-olandese con collante l'islam come componente ideologica. Nuku in particolare trovò degli alleati a Halmahera, Seram e nelle isole Raja Ampat, ma anche in altri luoghi non soggetti all'autorità di Tidore, come le isole Kai e le isole Aru. Dopo diversi cambi di alleanza, Nuku si alleò con gli inglesi, in guerra con gli olandesi dal 1795 e stavano conquistando i possedimenti coloniali olandesi. Nel 1797 Nuku catturò Bacan e poi la stessa Tidore, espellendone gli olandesi ed il sultano Kamaluddin. Nuku venne intronato come sultano col nome di Muhammad al-Mabus Amiruddin. Una delle sue prime azioni fu quella di restaurare l'ormai soppresso sultanato di Jailolo per tornare alla tradizionale quadripartizione delle Molucche, risalente a prima della colonizzazione europea. Nel 1801 Ternate venne catturata da forze inglesi e tidoresi dopo un lungo assedio. La Pace di Amiens, ad ogni modo, cambiò le posizioni strategiche in Europa e gli olandesi ottennero di poter riprendere i loro possedimenti nelle Molucche. Dopo la morte di Nuku nel 1805, suo fratello, il sultano Zainal Abidin, non riuscì a resistere ad un tremendo attacco olandese-ternatese. Tidore venne perduta nel 1806 ed il sultano venne costretto alla fuga, morendo in esilio nel 1810.
Durante tutto il XIX secolo, Tidore venne soggiogata da un crescente controllo coloniale. Un trattato siglato nel 1817 col sultano, Tidore venne inclusa nella reggenza di Ternate assieme a Ternate, Bacan, Halmahera e le loro dipendenze. Le spedizioni che eradicavano annualmente piante di spezie per coltivarle altrove, vennero infine abolite nel 1861. Il sultano persistette al governo sino al 1905, venendo poi rimpiazzato da una reggenza coloniale. Dopo lo scoppio della rivoluzione indonesiana le autorità olandesi ottennero il permesso di intronare un nuovo sultano nella persona Zainal Abidin Alting (r. 1947-1967). Dopo l'indipendenza dell'Indonesia nel 1949, venne abolita l'istituzione monarchica. Ad ogni modo, lo status storico del sultanato giocò un ruolo particolare nelle pretese indonesiane sulla Nuova Guinea olandese. Per questo, Thus Zainal Abidin venne nominato governatore di Irian Barat (Papua) dal 1956 al 1961, all'epoca in cui la regione si trovava ancora sotto il governo olandese. Dopo questo periodo di governatorato, si trasferì ad Ambon dove morì nel 1967. Non venne nominato un suo successore, ma col crescente interesse per la rivitalizzazione delle tradizioni locali dell'Indonesia durante il governo del presidente Suharto, venne nominato dal 1999 un nuovo sultano, ma senza poteri effettivi.

## Elenco dei sovrani di Tidore
| Kolanos e sultani di Tidore          | Regno                                    |
| ------------------------------------ | ---------------------------------------- |
| Sahjati                              |                                          |
| Busamuangi                           |                                          |
| Suhu                                 |                                          |
| Balibungah                           |                                          |
| Duku Madoya                          |                                          |
| Kie Matiti                           |                                          |
| Sele                                 |                                          |
| Matagena                             |                                          |
| Ciri Leliatu (Jamaluddin)            | fine del XV secolo/inizio del XVI secolo |
| Al-Mansur                            | prima del 1512-1526                      |
| Mir (Amiruddin Iskandar Dulkarna'in) | 1526-1550                                |
| Gava                                 | 1550-1560                                |
| Gapi Baguna                          | 1560-1599                                |
| Mole Majimu                          | 1599-1627                                |
| Ngarolamo                            | 1627-1634                                |
| Gorontalo                            | 1634-1639                                |
| Saidi                                | 1640-1657                                |
| Saifuddin                            | 1657-1687                                |
| Hamza Faharuddin                     | 1689-1705                                |
| Abu Falalal Mansur                   | 1705-1708                                |
| Hasanuddin                           | 1708-1728                                |
| Malikulmanan                         | 1728-1757                                |
| Jamaluddin                           | 1757-1779                                |
| Gayjira (regent)                     | 1779-1780                                |
| Patra Alam                           | 1780-1783                                |
| Kamaluddin                           | 1783-1797                                |
| Nuku, Muhammad al-Mabus Amiruddin    | 1797-1805                                |
| Zainal Abidin                        | 1805-1810                                |
| Muhammad Tahir                       | 1811-1821                                |
| Al-Mansur Sirajuddin                 | 1822-1856                                |
| Ahmad Saifuddin Alting               | 1856-1865                                |
| Ahmad Fathuddin                      | 1867-1892                                |
| Iskandar Sahajuhan                   | 1893-1905                                |
| Zainal Abidin Alting                 | 1947-1967                                |
| Haji Djafar Dano Junus               | 1999-2012                                |
| Husain Syah                          | 2012-oggi                                |